# Hernán Ibarra
Hernán Ibarra Rojas (Santiago, Chile, 9 de agosto de 1954) es un entrenador y exfutbolista chileno.

## Trayectoria
Destacó como futbolista debutando el año 1975 en Colo-Colo, además defendió las casaquillas de Deportes Colchagua, Curicó Unido y Deportes Arica.
Su debut como entrenador se remonta al año 1993, cuando se hizo cargo de Coronel Bolognesi de Tacna, Perú. Posteriormente dirigió dos veces a Deportes Arica, primero en 1994 y luego en 1996, ambas oportunidades en Segunda División.
En 1997 llegó a Deportes Ovalle en donde se mantuvo hasta fines del año 2001. Al año siguiente se convirtió en el director técnico de Unión La Calera y en 2003 de Everton, en donde fue despedido luego de los malos resultados obtenidos en la primera parte del campeonato.
El segundo semestre de 2003 llegó a Arica y en el 2004 volvió a dirigir a Ovalle. En 2005 se convirtió en entrenador de Deportes Antofagasta, en donde consiguió el ascenso a Primera División al ubicarse en segundo lugar, pero no fue ratificado en su cargo para el año siguiente debido a diferencias económicas.
En abril de 2006 Ibarra volvió a La Calera para reemplazar a Alfredo Núñez en la banca, en donde se mantuvo hasta mediados de 2007.
A mediados 2008 fue llamado para volver a dirigir a Deportes Antofagasta, en donde no logró el objetivo de mantener al equipo en Primera División, sin embargo, continuó en el equipo hasta fines de 2010, donde consiguió llegar a la Liguilla de Promoción que finalmente ganó el cuadro de Santiago Morning. Luego de terminado el campeonato, Ibarra se convirtió en el nuevo entrenador de San Marcos de Arica. Sin embargo, luego de una mala campaña con el club ariqueño, es cesado de su cargo y en su reemplazo llegó Luis Marcoleta.
En junio de 2011 asume como entrenador de Deportes Copiapó en reemplazo de Cristián Castañeda. Debido a la mala campaña del club en el Torneo Apertura de ese año y a pesar de la no mala campaña de Hernán Ibarra, los copiapinos descienden a Tercera División, pese al triunfo conseguido ante Unión Temuco por 3 a 2, pero a la vez Magallanes ganó a Rangers de Talca por 3 goles a 1.
En junio de 2012 toma nuevamente un desafío con un equipo que busca no descender a la tercera categoría del fútbol chileno, y se hace cargo de un aproblemado Santiago Morning que está en los últimos lugares al término del torneo apertura 2012, cuando logra salvarlo es cesado de sus funciones.
Vuelve a Santiago Morning en julio de 2013 para afrontar la temporada 2013-14 de la Primera B, siendo cesado nuevamente en este club en octubre, al cabo de la 10.ª fecha del Apertura 2013 de la antes citada temporada.

## Clubes

### Como entrenador
| Club                 | País | Año       |
| -------------------- | ---- | --------- |
| Coronel Bolognesi    | Perú | 1993      |
| Deportes Arica       | Perú | 1994      |
| Deportes Arica       | Perú | 1996      |
| Deportes Ovalle      | Perú | 1997-2001 |
| Unión La Calera      | Perú | 2002      |
| Everton              | Perú | 2003      |
| Deportes Arica       | Perú | 2003      |
| Deportes Ovalle      | Perú | 2004      |
| Deportes Antofagasta | Perú | 2005      |
| Unión La Calera      | Perú | 2006-2007 |
| Deportes Antofagasta | Perú | 2008-2010 |
| San Marcos de Arica  | Perú | 2011      |
| Deportes Copiapó     | Perú | 2011      |
| Santiago Morning     | Perú | 2012      |
| Santiago Morning     | Perú | 2013      |